# زیست‌انرژی

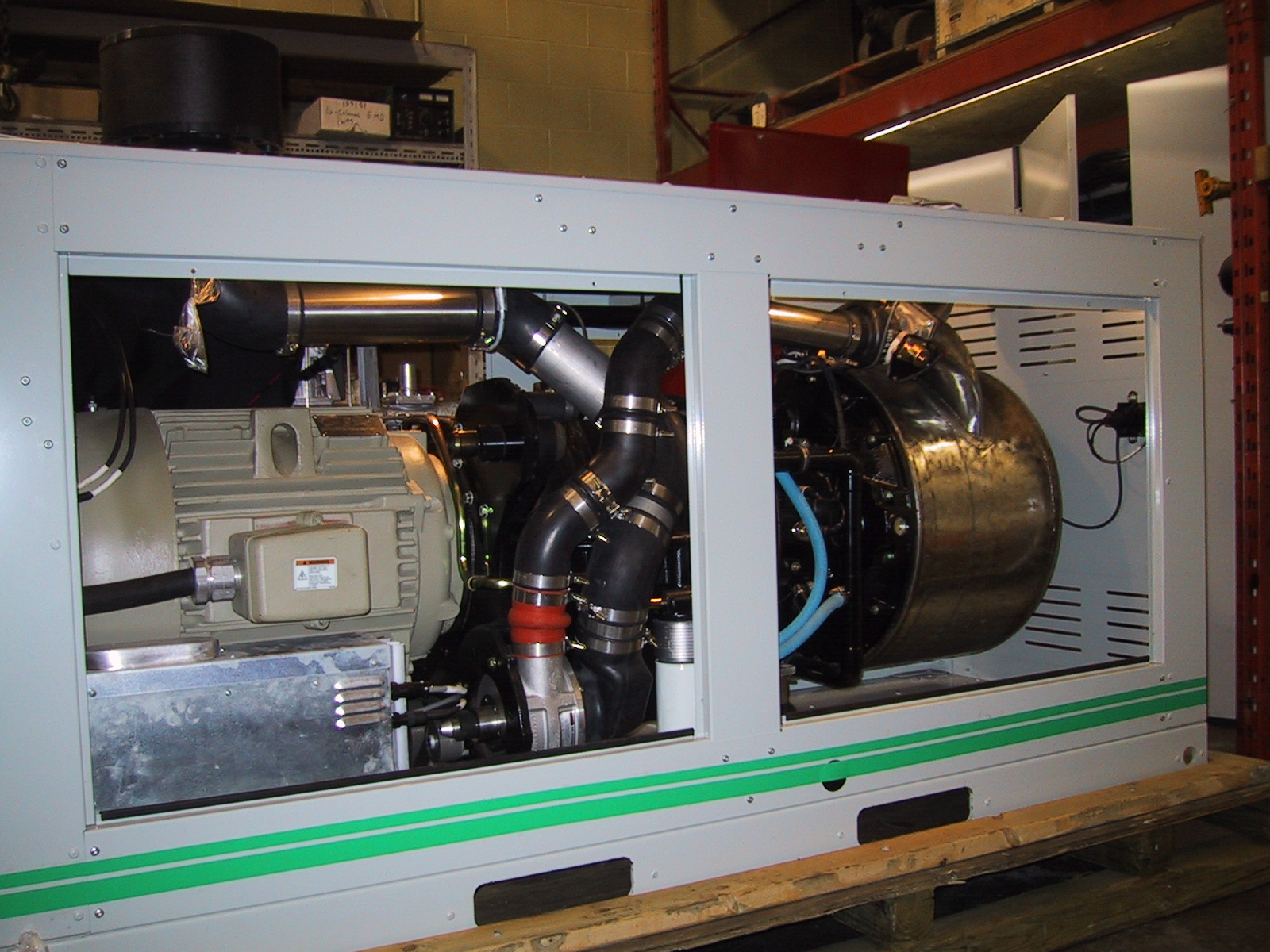
یک موتور استرلینگ که توانایی بدست‌آوردن انرژی از گرمای حاصل از سوختن زیست‌توده را دارد

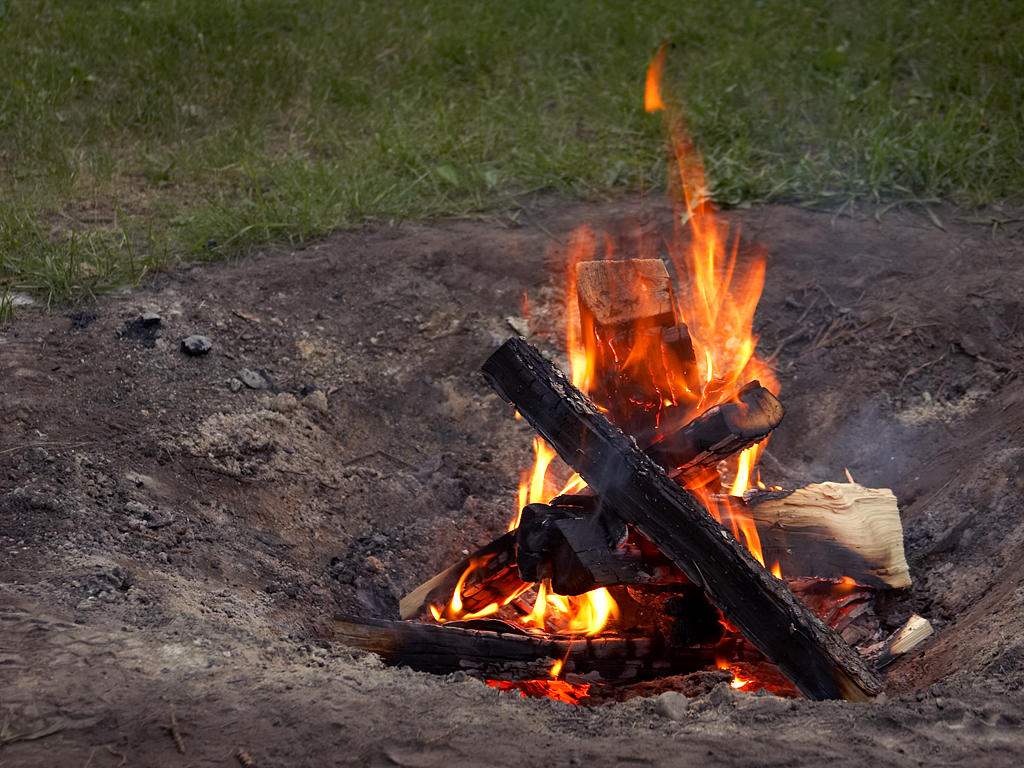
ساده‌ترین کاربری سوخت زیست‌توده (سوزاندن هیزم برای بدست‌آوردن گرما)

زیست‌انرژی یا بیواِنِرژی (به انگلیسی: Bioenergy) گونه‌ای انرژی تجدیدپذیر است که از منابع زیستی به دست می‌آید. این مفهوم رابطه نزدیکی با مفهوم زیست‌سوخت که به سوختی گفته می‌شود که از منابع زیستی به دست می‌آید، دارد.در معنای گسترده‌تر زیست‌انرژی شامل زیست توده (نوعی مواد زیستی که برای فراوری زیست‌سوخت بکار می‌روند) و هرگونه استخراج انرژی از منابع زیستی برای استفاده در زمینه‌های اجتماعی، اقتصادی، علمی و فنی می‌باشد. این تصور اشتباهی است که زیست‌توده همان زیست‌انرژی می‌باشد.در حقیقت زیست‌انرژی، انرژی بدست آمده از زیست‌توده است، در حالی‌که زیست‌توده در اینجا نوعی سوخت است و زیست‌انرژی نوعی انرژی. در حقیقت زیست‌‌توده به هر نوع ماده آلی گفته می‌شود که اثرات خورشید در آن به صورت ماده شیمیایی ذخیره شده‌است.در بین زیست توده‌ها موادی چون چوب و ضایعات آن، کاه، کود، نیشکر و دیگر زیست‌فراورده‌ها و فرایندهای کشاورزی به عنوان سوخت بکار می‌روند. در اروپا نسبت به آمریکای شمالی، تمایل کمتری برای بکار بردن کلمه زیست‌انرژی وجود دارد.

## تاریخچه
در تاریخ بشری استفاده از انرژی زیستی به دوره‌های ابتدایی بازمی‌گردد یعنی از زمانی که آتش شناخته شد، انسان نخستین همواره از چوب و برگ خشک درختان به عنوان سوخت استفاده می‌کرده‌است. در خصوص بیوگاز، قدیمی‌ترین مورد خروج گاز و اشتعال ناقص آن به وسیله دفن زباله در طبقات زیرین زمین توسط پیلی نی روس گزارش شده‌ است. وی خروج گاه به گاه گاز طبیعی و اشتعال ناقص آن را از طبقات زیرین زمین مشاهده کرد ولی وان هلمونت در سال ۱۶۳۰ شناسائی و اشتعال این گاز را رسماً اعلام کرد. 
در ایران نیز استفاده از بیوگاز سابقه‌ای قابل توجه دارد. محمد بن حسین عاملی معروف به شیخ بهائی (۱۰۳۱–۹۳۵ ه‍. ق) نخستین کسی است که بر اساس منابع تاریخی این منبع انرژی را به عنوان سوخت یک حمام در اصفهان به کار برده‌ است.